# بیمارستان ام لیلا
بیمارستان و زایشگاه تخصصی و فوق‌تخصصی ام‌لیلا یک بیمارستان خصوصی در بندرعباس مرکز استان هرمزگان است.
این بیمارستان که دارای ۱۳۰ تخت است در بلوار امام‌خمینی پشت امامزاده سیدمظفر قرار دارد.

## تاریخچه
بیمارستان ام‌لیلا از سال ۱۳۵۴ شروع به‌کار کرد و ده سال بعد و در سال ۱۳۶۸ به ساختمان جدیدش در مکان فعلی انتقال یافت.
در سال ۱۳۷۸ با توسعه بیمارستان طبقهٔ دوم آن هم ساخته شد و در ساختمان جدید بخش اورژانس و توسعه بخش‌های ویژه با مساحت ۱۶۰۰ مترمربع احداث شد.
مؤسس بیمارستان و زایشگاه ام‌لیلا دکتر محمدحسن زعفرانچی متخصص بیماری‌های زنان و زایمان بود که پس از فوت ایشان همسرشان پزشکدخت عصار ریاست بیمارستان را عهده‌دار شدند.

## تخصص‌ها
تخصص‌ها و بخش‌های موجود در این بیمارستان عبارت‌اند از:
- بخش اورژانس
- بخش زنان و زایمان
- بخش ان آی سی یو NICU
- بخش آی‌سی‌یو ICU
- بخش CCU
- بخش تخصصی و فوق‌تخصصی کودکان
- بخش داخلی
- بخش جراحی
- بخش لقاح مصنوعی